# Blossom Dearie
Blossom Dearie (East Durham, 28 april 1924 - New York), 7 februari 2009) was een Amerikaanse jazzzangeres en -pianiste (vocale jazz, cool jazz, bebop, swing, ballads). Haar stem wordt vaak omschreven als een beetje meisjesachtig.

## Levensloop
Als kind leerde ze piano spelen, maar dit was klassieke muziek. Toen ze tiener was, kreeg ze belangstelling voor jazz en ging ze deze muziek spelen. Na haar middelbare school trok ze naar New York om een muzikale carrière te beginnen. In de jaren veertig zong ze hier in meerdere jazzbands, waaronder the Blue Flames (met het orkest van Woody Herman en the Blue Reys (met de band van Alvino Rey). Daarna begon ze haar solocarrière.
In 1952 ging ze naar Parijs en vormde daar de groep the Blue Stars (later the Swingle Singers, bekend geworden met interpretaties van Bach). Hiermee scoorde ze in 1954 een hit in Frankrijk met een Franstalige versie van 'Lullaby of Birdland'. In Parijs ontmoette ze haar latere man, de Belgische fluitist en saxofonist Bobby Jaspar. Haar eerste solo-album verscheen in 1956, ze speelde hierop alleen piano. In 1956 keerde ze terug naar de V.S. en kreeg een platencontract bij Verve Records. Voor dit label nam ze in de late jaren 50 en begin jaren zestig zes albums op, meestal in de bezetting van een trio of kwartet (onder meer met bassist Ray Brown, gitarist Herb Ellis, gitarist Kenny Burrell). Ze werd bekender, mede door enkele tv-optredens op de Today Show.
Haar bekendste album nam ze in 1964 op voor Capitol Records, 'May I come in'. Het was een plaat waarop ze zingt en speelt met een orkest onder leiding van Jack Marshall. Rond die tijd speelde ze regelmatig in 'supperclubs' in New York. In 1966 speelde ze voor het eerst in jazzclub Ronnie Scott's in Londen, waar ze vaak en met succes zou optreden. In Engeland nam ze vier platen op voor het Fontana-label. Volgens Dearie begon haar professionele carrière pas echt in de jaren zestig. In deze jaren begon ze ook zelf songs te componeren en arrangeren. Eind jaren zestig trad Blossom Dearie op met Ramses Shaffy.
In 1974 richtte Blossom Dearie haar eigen platenlabel op, Daffodil Records, waarvoor ze veel platen maakte. Tot voor kort trad ze regelmatig op, vooral in Londen en New York, met songs van George Gershwin en Cole Porter tot en met haar eigen ballades. Enkele jaren geleden was ze van plan een autobiografische video te maken. Ze woonde in Rochester (New York) en stierf begin februari 2009 na een lange ziekte. Ze werd begraven in Falls Church.

## Discografie
EmArcy/Mercury Records
- The Blue Stars of France: Lullaby in Birdland and Other Famous Hits (1954)

Barclay Records
- Blossom Dearie Plays "April in Paris" (1956)

Verve Records
- Blossom Dearie (1957)
- Give Him the Ooh-La-La (1957)
- Once Upon a Summertime (1958)
- Blossom Dearie Sings Comden and Green (1959)
- My Gentleman Friend (1959)
- Soubrette Sings Broadway Hit Songs (1960)

Hires Root Beer/DIW Records
- Blossom Dearie Sings Rootin' Songs (1963)

Capitol Records
- May I Come In? (1964)

Fontana Records
- Blossom Time at Ronnie Scott's (1966) live
- Sweet Blossom Dearie (1967) live
- Soon It's Gonna Rain (1967)
- That's Just the Way I Want to Be (1970)

Daffodil Records
- Blossom Dearie Sings (1974)
- 1975: From the Meticulous to the Sublime (1975)
- My New Celebrity is You (1976)
- Winchester in Apple Blossom Time (1977)
- Needlepoint Magic (1979) live
- Simply (1983)
- Positively (1983)
- Et Tu Bruce (1984) live
- Chez Wahlberg: Part One (1985)
- Songs of Chelsea (1987)
- Tweedledum & Tweedledee (Two People Who Resemble Each Other, In This Case Musically) (1991) (met Mike Renzi)
- Christmas Spice So Very Nice (1991)
- Our Favorite Songs (1996) verzamelalbum
- I'm Hip (1998) verzamelalbum
- Blossom's Planet (2000)
- It's Alright to Be Afraid (2003) single
- Blossom's Own Treasures (2004)

EMI albums
- Me and Phil (1994)